# Tour Part-Dieu
Die Tour Part-Dieu (auch Tour de la Part-Dieu oder umgangssprachlich Le Crayon, früher Tour du Crédit-Lyonnais) ist ein Wolkenkratzer im Quartier de la Part-Dieu des 3. Arrondissements der südostfranzösischen Stadt Lyon. Mit dem Bau wurde im Jahr 1972 begonnen. Bei seiner Fertigstellung im Jahr 1977 war das 165 Meter hohe Bürohochhaus das höchste der Stadt. Bis zum Jahr 2015 blieb ihm dieser Status erhalten, ehe es von der 170 Meter hohen Tour Incity abgelöst wurde. Das Bauwerk verfügt über 42 oberirdische Etagen und eine Fläche von etwa 78.202 Quadratmetern.  Das 165 Meter hohe Gebäude beherbergt Büros, Restaurants und ein Hotel der Kette Radisson Blu. Wegen seines Aussehens wird der Büroturm oft scherzhaft „Crayon“ (Bleistift) genannt. Entworfen wurde der Wolkenkratzer von den Architekten Araldo Cossutta und Stéphane du Château.
Das Hochhaus ist das zweithöchste in Frankreich außerhalb des Großraums Paris. War es bei seiner Fertigstellung im Jahr 1977 noch das vierthöchste Gebäude in Frankreich, so ist es (Stand 2016) nur noch das Dreizehnthöchste. Abgesehen von der Tour Incity stehen alle elf höheren Wolkenkratzer im Großraum Paris.
Die nächstgelegene Metrostation ist Gare Part-Dieu - Vivier Merle, der nächstgelegene Bahnhof Lyon-Part-Dieu.